# محمد ارشاد
محمد ارشاد (بنگالی: মাওলানা মুহাম্মদ আরশাদ) , نویسنده مسلمان بنگالی اواخر قرن شانزدهم بود که به زبان فارسی می‌نوشت. او در بانیاچونگ سکونت داشت. محمد ارشاد کتاب فارسی زرائول مصنف (Zaraul Musannif) را نوشت که او را به یکی از اولین نویسندگان منطقه سیلت تبدیل کرد.